# Andranovelona
Andranovelona – gmina na Madagaskarze, w regionie Vakinankaratra, w dystrykcie Ambatolampy. W 2001 roku zamieszkana była przez 15 411 osób. Siedzibę administracyjną stanowi miejscowość Andranovelona.